# Бошс, Фридрихс
Фридрихс Бошс (латыш. Fridrihs Bošs, нем. Friedrich Bosch; род. 7 февраля 1887 года в Валмиере, Российская империя — ум. 12 февраля 1950 года в Германии), известный также как Фридрих Бош — российский, впоследствии латвийский спортсмен-велогонщик.

## Биография, карьера
Выступал в составе рижского велоклуба «II Rīgas Riteņbraucēju biedrība».
В 1912 году принимал участие в летних Олимпийских играх в Стокгольме, где выступал за сборную Российской империи в шоссейной гонке на дистанции 320 километров (в индивидуальном и командном зачетах). Сошёл с дистанции.
Умер 12 февраля 1950 года в Германии.